# Naenara (böngésző)
A Naenara Yollamgi (hangul: 내나라 열람기, Nenara Jollamgi (Naenara Yeollamgi), handzsa: 내나라 閱覽器, RR: Naenara Browser, ’Hazám Böngésző’) egy észak-koreai fejlesztésű webböngésző. A szoftver gyakorlatilag a Mozilla Firefox átalakított változata, amin sok biztonsági rést ejtettek a fejlesztők. Mindenki, aki Észak-Koreában használja, automatikusan az intranetre csatlakozik, és az internetet is – hacsak nincs informatikai szaktudása – csak ezen keresztül tudja használni.
Az észak-koreai felhasználók minden internetes tevékenységét naplózzák egy számítógépközpontban, amit a kormány által kiképzett informatikusok akármikor képesek ellenőrizni, és vissza tudnak követni, sőt, esetenként fertőzéseket is küldhetnek a kevésbé engedelmes állampolgárok gépeire.
Az észak-koreai fejlesztők egy-két kivételtől eltekintve teljesen áthangolták a programot. A Naenara csak az észak-koreai kormány által kibocsátott biztonsági tanúsítványokat fogadja el, így még a https csatornán lefolyó tevékenységekbe is belelátnak. Ha esetleg összeomlana az alkalmazás, akkor sem a Mozilla-nak küldi el a jelentést, hanem egy észak-koreai szervernek.